# Château de Challain-la-Potherie

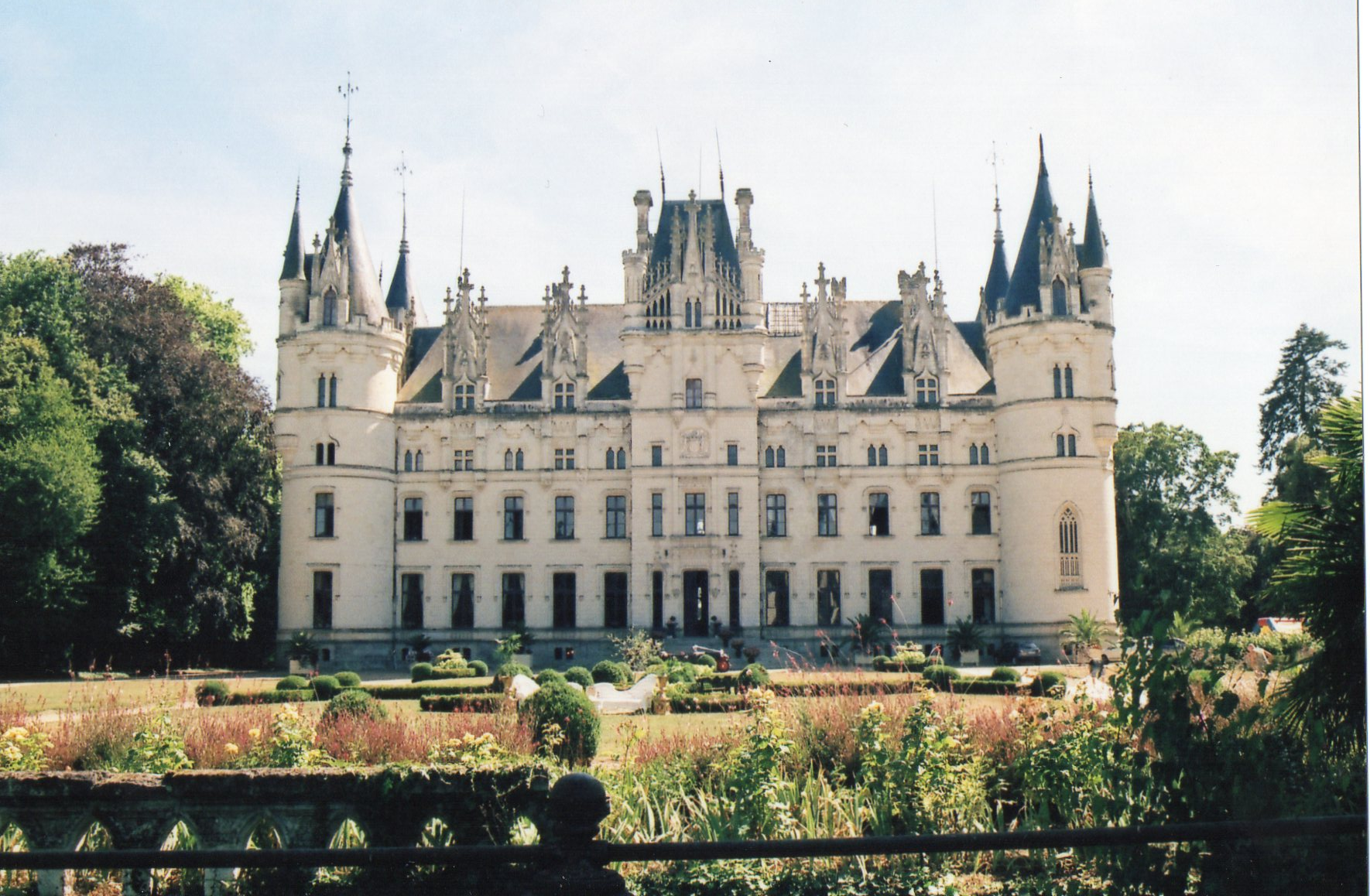
Północna fasada zamku

Zamek Challain-la-Potherie – położony we francuskim mieście Challain-la-Potherie w departamencie Maine i Loara został wybudowany w latach 1847–1854 w stylu neogotyckim, popularnym wówczas w tamtej epoce. Jego architekt, René Hodé, zaprojektował wiele innych zamków w tym samym stylu w Andegawenii, ale zamek Challain pozostaje jego najbardziej okazałym dziełem. Rozmiar i styl obiektu przyniosły mu przydomek „mały Chambord” lub „Chambord andegaweński”.
Obecna konstrukcja zastępuje starszy zamek, którego początki sięgają średniowiecza. Dawna siedziba sekretarza Challaina wielokrotnie zmieniała właściciela. W zależności od sprzedaży i spadków był on kolejno własnością rodziny Châteaubriant i rodziny Chambes, następnie członków rodziny Nicolasa Fouqueta oraz rodziny La Potherie, której nazwisko pozostało w nazwie zamku i miejscowości. 
Zamek zbudowany w XIX wieku został wybudowany na zamówienie Louisy-Idy de La Potherie, ostatniej z rodu oraz jej męża hrabiego de La Rochefoucauld-Bayers. Wybór stylu neogotyckiego był dla nich sposobem na zwiększenie chwały rodziny po Rewolucji francuskiej. To także wybór motywowany ówczesnymi gustami. Styl neogotycki był wówczas modny wśród arystokracji andegaweńskiej. René Hodé bardzo precyzyjnie oddał styl trubadurów wprowadzając jednocześnie neo-średniowieczny wystrój do struktury funkcjonalnej. Wewnętrzna struktura zamku i jego ogólny układ są zgodne z neoklasycznymi zasadami architektonicznymi opracowanymi w XVIII wieku. 
Pomimo swej wielkości i ważnego miejsca w historii architektury andegaweńskiej, podupadł po śmierci swoich sponsorów. W XX wieku zamek doczekał się wielu kolejnych właścicieli, służył jako ośrodek obozów letnich przez około 20 lat. W 2002 r. został on ostatecznie przekształcony na luksusowe pokoje gościnne. 

## Położenie

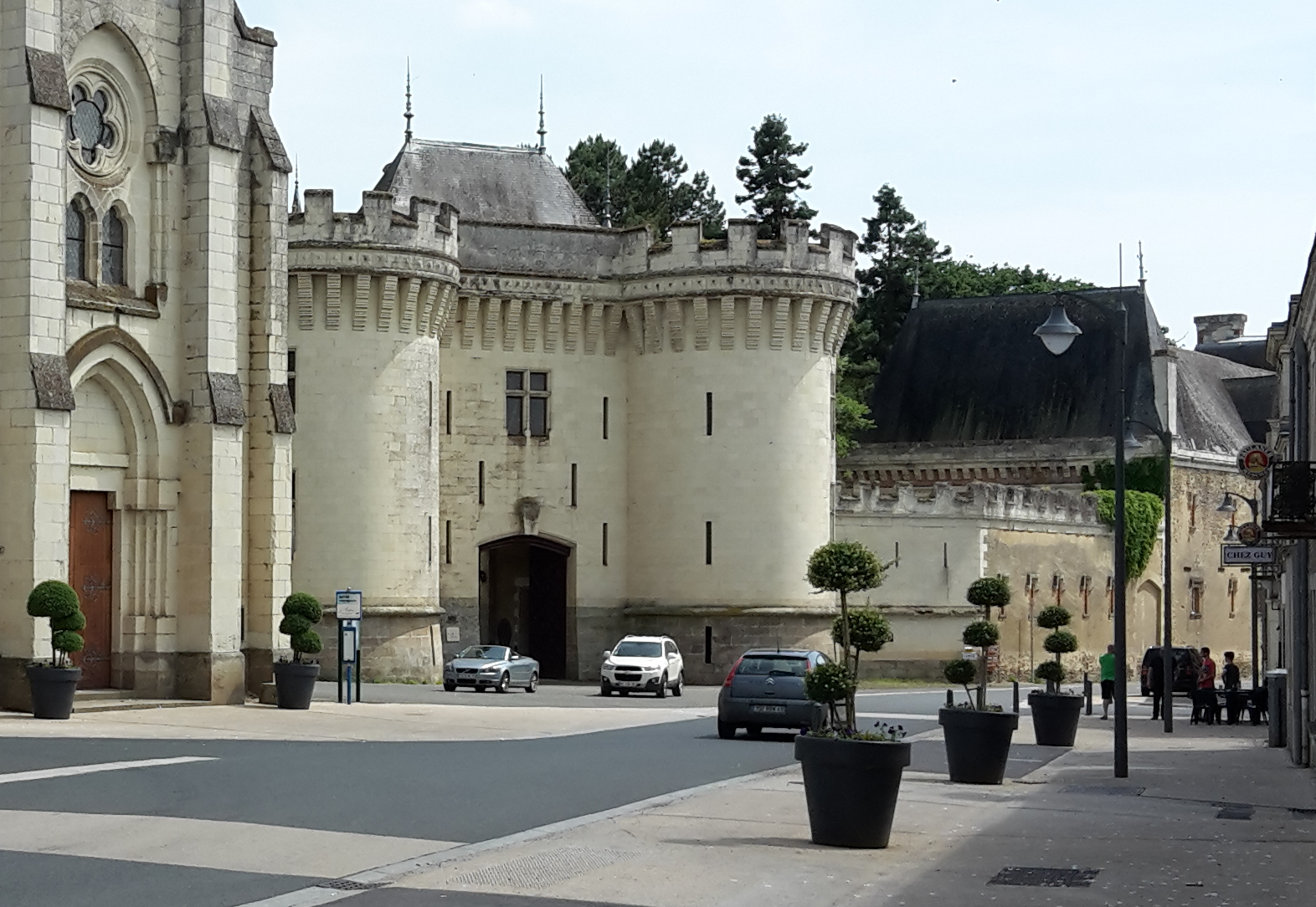
Stróżówka na miejscu dawnego kościoła

Zamek Challain znajduje się w miejscowości Challain-la-Potherie, na zachodnim krańcu departamentu Maine i Loara, w pobliżu departamentu Loara Atlantycka. Przed Rewolucją francuską, kiedy zniknął podział na prowincje we Francji, zamek Challain znajdował się w Andegawenii. Obecnie Challain-la-Potherie znajduje się pomiędzy gminą Angers a Châteaubriant, w pobliżu miasteczka Candé. 
Zamek zbudowany jest we wsi Challain. Znajduje się obok kościoła parafialnego, a jego główne wejście otwiera się na plac kościoła. Posiadłość zajmuje powierzchnię odpowiadającą czworobokowi między ulicą de l'Étang na północy a drogą do Candé na zachodzie. Część posiadłości znajduje się również poza tym czworokątem. Podwórze i ogród warzywny znajdują się po drugiej stronie drogi Candé, a oranżeria po drugiej stronie ulicy de l’Etang, z której możemy podziwiać północną fasadę zamku, a także wejść do posiadłości przez wieżę Monplaisir, która służy jako dodatkowe wejście. 
Do zamku przynależy mały naturalny taras z widokiem na Argos, rzekę płynącą z północy na południe przez posiadłość. Na północy, dzięki zbiornikowi, który kiedyś zasilał młyn wodny, Argos tworzy staw. Przez posiadłość przepływa również strumień Planche Ronde, który biegnie z zachodu na wschód i wpada do Argos znajduje się w parku, na południowy wschód od zamku. Strumień zasila drugi staw na południowym krańcu parku. 

## Historia

### Stary zamek

#### Wygląd

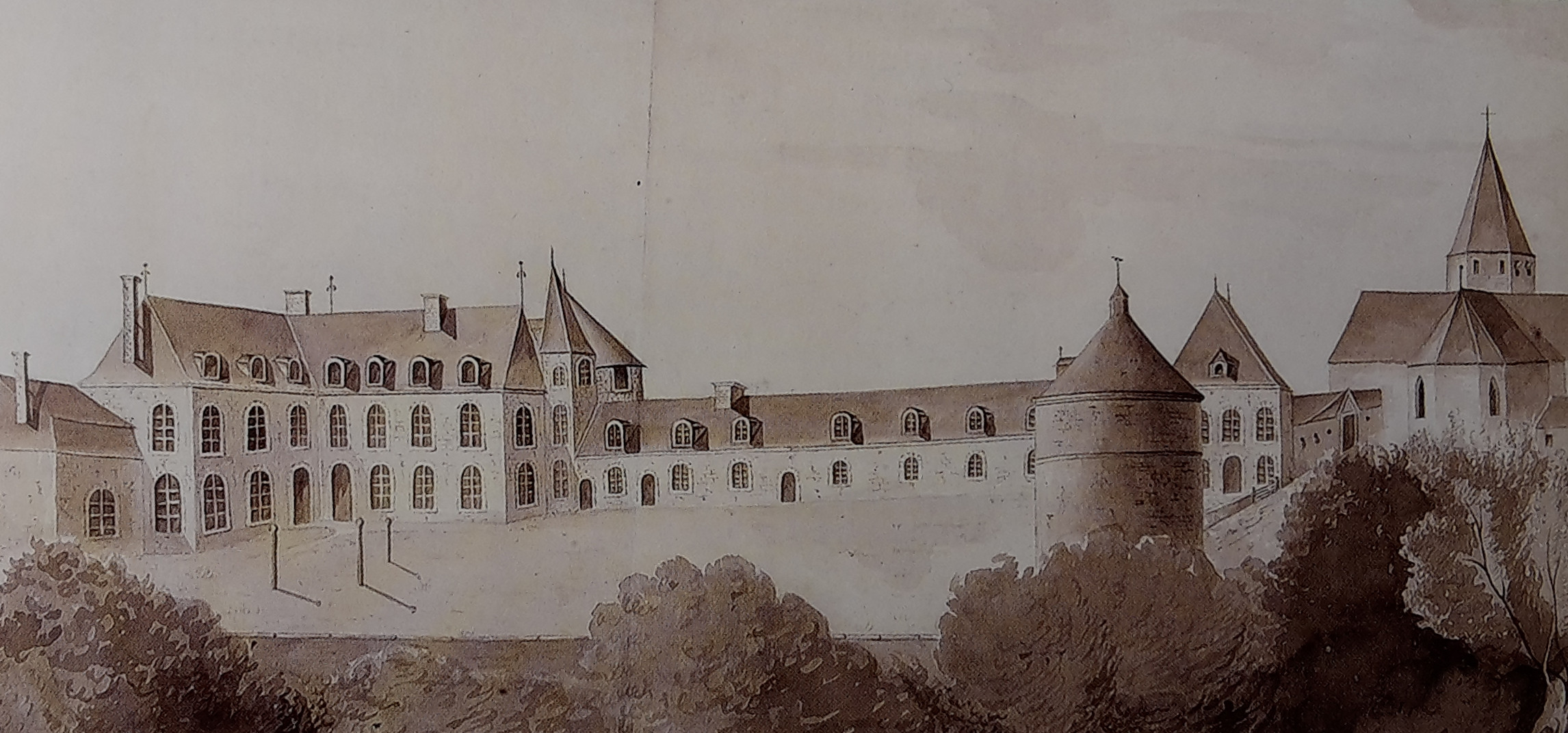
Dzieło Theodore de Quatres Barbes ilustrujące stary zamek, 1842 r.

W miejscowości Challain-la-Potherie już od średniowiecza był zamek, a obecny budynek powstał na miejscu zastępuje starego zamku, którego historia jest bardzo słabo znana. Istnieje tylko jedna ilustracja, wykonana w 1842 r. przez Théodora de Quatrebarbes’a, która pokazuje kwadratowy, skromnie ozdobiony zamek w otoczeniu budynków usługowych. Hrabia René de l'Esperonnière, miejscowy historyk XIX wieku, opisuje ten zamek w swojej książce Historia baronostwa z Candé, opublikowanej w 1894:
„Ten zabytkowy budynek, o jednolitym wyglądzie, obejmujący parter z poddaszami. Z przodu od północy znajdował się zielony dziedziniec otoczonym budynkami usługowymi; całość była otoczona fosami z trzech stron; część zachodnia, wzdłuż drogi do Candé, była ograniczona przez aleję lipową, w pobliżu której wznosił się labirynt o wysokości pięciu, sześciu metrów, który został zrównany z ziemią około 1840 roku. W północno-wschodnim rogu dawni panowie zamku zbudowali wieżę, która na początku XIX wieku została przekształcona w gołębnik i służyła jako schronienie dla około trzystu gołębi; budynek został zburzony około 1835 r. Kolejna, ważniejsza wieża broniła północno-zachodniego narożnika; to było kiedyś więzienie. Wieża została zniszczona w 1827 r.”

#### Kolejni właściciele
Zamek jest siedzibą lenną pana Challain, a jego istnienie sięga co najmniej XI wieku. 
Pierwszym panem Challain mógł być Hilduinus z Calein, którego nazwisko pojawia się w dokumentach ok. 1050 roku. Z kolei ok. 1120 roku, prawdopodobni potomkowie Hilduinusa, zwani Rainaud, Warin i Haï de Challain, pojawiają się w kartulariuszu klasztoru Świętego Mikołaja w Angers. Następnie, aż do początku XIII w., nie ma żadnej wzmianki o panu Challain. Wówczas wieś należała do Wilhelma de Thouars, pana Candé i Lion-d'Angers. Jego potomkowie są częścią rodziny Châteaubriant, która przez dwieście lat była właścicielem Challain.
W 1284 r., po podziale spadku, Challain stało się własnością młodszej gałęzi rodziny Châteaubriant. Ta zachowała wieś i jej zamek aż do roku 1522, kiedy to umiera Maria de Châteaubriant, ostatnia przedstawicielka rodu. Maria de Châteaubriant była żoną Jana III z Chambes, Pana Montsoreau, syna Jana II z Chambes, budowniczego zamku Montsoreau i pierwszego doradcy króla Karola VII z dynastii Walezjuszów. Zarówno ich syn Filip de Chambes, jak i wnuk Jan IV, chcieli sprzedać Challain, ostatecznie dokonał tego ten ostatni w 1574. 
Nowy właściciel, Antoni d'Espinay, był paziem króla Henryka II Walezjusza. Zamieszkał w Saint-Michel-du-Bois i pozostawił zamek Challain w rękach zarządcy. W 1599 wdowa po Antonim sprzedaje posiadłość Krzysztofowi Fouquetowi. Fouquet pełnił funkcję Przewodniczącego Parlamentu w Bretanii, mieszka głównie w Rennes, ale czasami odwiedza Challain i chce odbudować zamek, opisywany jako podupadły. Porzuca ten projekt na poczet założenia w Challain klasztoru karmelitów. W 1650 jego wnuk Krzysztof został mianowany wicehrabią Challain, a 7 lat później kasztelania przekształciła się w hrabstwo. 
W 1747 r. Urbain Le Roy, pan Bourgonnière, kupił od spadkobierców Fouqeta miejscowość Challain oraz zamek. Tytuł hrabiego Challain, wygasa wraz ze śmiercią ostatniego Fouqueta w 1722 roku, a w 1749 zostaje przekształcony na: ,,Hrabia de La Potherie". Wnuk Urbaina Ludwik Le Roy de La Potherie w czasie rewolucji przebywa na emigracji, w 1801 r. wraca do Francji, a następnie uczestniczy w wojskowym i politycznym życiu podczas Restauracji Burbonów. Pełni funkcje marszałka i posła. W 1825 roku jego jedyny syn, Karol, ginie w pojedynku. Po śmierci Ludwika Le Roy de La Potherie w 1847 r. jego majątek trafia do córki Luizy-Idy urodzonej w 1808 r.
W 1826 roku Luiza-Ida Le Roy de La Potherie wychodzi za mąż za hrabiego Alberta de La Rochefoucauld-Bayersa, należącego do młodszej gałęzi rodu La Rochefoucauld. Z tej linii, będącej połączeniem największych rodzin arystokracji francuskiej, pochodzi hrabia-biskup de Beauvais, biskup Saintes, Par Francji oraz deputowany do Stanów Generalnych w 1789. Małżeństwo to łączy wielkie nazwisko i majątek rodu La Rochefoucauld z równie znaczącym bogactwem rodu La Potherie. Hrabia Albert de La Rochefoucauld-Bayers przenosi się do Challain, gdzie obejmuje funkcję mera. Pełni także mandat pierwszego radnego w departamencie Maine-et-Loire.